# Max Lange
Pour les articles homonymes, voir Lange.
Max Lange (7 août 1832, Magdebourg – 8 décembre 1899, Leipzig) était un joueur d'échecs allemand et un compositeur de problèmes d'échecs. 
De 1858 à 1864, il est un des éditeurs du Deutsche Schachzeitung. Il fonde la fédération allemande des échecs (Westdeutschen Schachbundes, WDSB) dont il est coprésident, et organise le 9e congrès du DSB à Leipzig en 1894. 
Max Lange est quadruple champion d'Allemagne : trois fois à Düsseldorf en 1862, 1863 et 1864 et une fois à Aix-la-Chapelle en 1868. Il gagne aussi le tournoi de Hambourg en 1868.
Il publie un Manuel du jeu d'échecs (Lehrbuch des Schachspiel) en 1868 et un Guide des échecs (Handbuch der Schachaufgaben).
Il ne doit pas être confondu avec le joueur de go Max Lange (1883-1923) (de).

## Partie remarquable
Max Lange-Adolf Anderssen Breslau 1859 :
1.e4 e5 2.Cf3 Cc6 3.Fc4 Fc5 4.b4 Fxb4 5.c3 Fa5 6.d4 exd4 7.O-O
Cf6 8.e5 d5 9.Fb5 Ce4 10.Cxd4 Cxc3 11.Cxc3 Fxc3 12.Cxc6 Dd7
13.e6 fxe6 14.Ce5 Dxb5 15.Dh5+ g6 16.Cxg6 hxg6 17.Dxg6+ Rd7
18.Ff4 Rc6 19.Tac1 d4 20.Dg7 b6 21.Txc3+ dxc3 22.Dxc7+ Rd5
23.Td1+ Re4 24.f3+ Rf5 25.Df7# 1-0